# Bačka Palanka
Bačka Palanka (em sérvio:  Бачка Паланка, pronounciado [bâːtʃkaː pǎlaːnka]) é uma cidade e também um município localizado no Distrito Sul de Bačka, na província autónoma de Vojvodina, Sérvia. Situa-se na margem esquerda do Rio Danúbio. Em 2011, a cidade tinha uma população total de 28.239, enquanto o município de Bačka Palanka tinha 55.528 habitantes.